# Elmbridge (district)
Pour les articles homonymes, voir Elmbridge (Worcestershire).
Elmbridge est un district non métropolitain du Surrey, en Angleterre. Sa population est de 130 875 habitants (2011). Il jouxte les boroughs londoniens de Kingston upon Thames et Richmond upon Thames. Son chef-lieu est Esher.

## Composition
Le district est composé des villes et villages suivants :
- Claygate
- Cobham
- Esher
- Hersham (en)
- Hinchley Wood (en)
- Long Ditton (en)
- Molesey (en)
- Oxshott (en)
- Stoke D'Abernon (en)
- Thames Ditton
- Walton-on-Thames
- Weybridge

Claygate est le seul à avoir le titre de paroisse civile.